# 1-я бронетанковая бригада 1-й бронетанковой дивизии
1-я бригада 1-й бронетанковой дивизии (англ. 1st Brigade Combat Team, 1st Armored Division) — тактическое соединение Армии США в составе 1-й бронетанковой дивизии.
Сокращённое наименование в английском языке — 1 ABCT, 1 AD, 1-1 AD.
Пункт постоянной дислокации — Форт-Блисс (Эль-Пасо), штат Техас.

## История
В 2008 году 1-я бригада 1-й бронетанковой дивизии завершила преобразование в боевую единицу в рамках новой модульной структуры сил армии США. В то время она была повторно активирована в Форт-Блисс, штат Техас, завершив постоянную смену станции, сопровождавшую реорганизацию. Новая модульная боевая группа 1-й бригады 1-й бронетанковой дивизии состояла из маневренных частей и подразделений поддержки, ранее находившихся на уровне дивизии, но входящих в состав новых бригад. В его состав входили штаб и штабная рота, 1-я бригада батальона специальных войск, 1-й батальон 36-го пехотного полка; 1-й батальон 37-го танкового полка; 2-й батальон 3-го полка полевой артиллерии; 6-я эскадрилья 1-го кавалерийского полка; и батальон поддержки 501-й бригады.
До реорганизации 1-я бригада 1-й бронетанковой дивизии была бронетанковой бригадой передового базирования, дислоцированной в Федеративной Республике Германии. Она располагалась на холмистой местности немецкой земли Гессен, в городе Фридберг в казармах Рэя вместе с отрядом F 1-го кавалерийского полка; 1-й батальон 36-го пехотного полка; 1-й батальон 37-го танкового полка; 2-й батальон 37-го танкового полка; 501-й передовой батальон поддержки и элементы 55-го батальона кадровой службы, 39-го финансового батальона, 501-й роты военной полиции и 284-го батальона базовой поддержки. 1-я бригада была готова поддержать любой призыв к выполнению задания, который был заказан 1-й бронетанковой дивизией для солдат или припасов, независимо от пункта назначения. Его назначенная миссия во время пребывания в Германии заключалась в том, чтобы быть готовым поддержать любой вызов на миссию, отданную 1-й бронетанковой дивизией для солдат или припасов, независимо от пункта назначения.
Штаб, боевая группа 1-й бригады, впервые организованная 1 января 1942 года в регулярной армии в Форт-Ноксе, Кентукки, в качестве штаба и штабного отряда боевого командования А 1-й бронетанковой дивизии. В декабре 1942 года боевое командование А и штаб дивизии присоединились к боевому командованию Б в Северной Африке. CCA сражалась на протяжении всей Тунисской кампании и участвовала в особенно ожесточенных боях у перевала Кассерин. Когда 1-я бронетанковая дивизия двинулась в Италию, CCA сражалась сначала в районе Неаполя, а затем на плацдарме Анцио, где и оставалась до прорыва в мае 1944 года. CCA руководила прорывом с плацдарма и до конца войны, пробивалась вверх по итальянскому полуострову, разделяя все тяготы боя в горах, что временами вынуждало ее танкистов сражаться как пехота. Он был реорганизован и переименован 20 июля 1944 года в штаб и штабную роту боевого командования А 1-й бронетанковой дивизии.
В конце Второй мировой войны CCA заработала ленты кампаний для действий в Нормандии, Северной Франции, Арденнах-Эльзасе, Центральной Европе и Рейнской области. Штаб боевого командования А был преобразован и переименован 1 мая 1946 года в штаб и штабные войска 3-го полицейского полка и освобожден от назначения в 1-ю бронетанковую дивизию. Деактивирована 20 сентября 1947 года в Германии.
Подразделение было преобразовано и переименовано 27 февраля 1951 года в штаб и штабную роту боевого командования А 1-й бронетанковой дивизии. 1-я бронетанковая дивизия в целом была восстановлена в 1951 году в Форт-Худе, штат Техас. Штаб и штабная рота, боевое командование А, 1-я бронетанковая дивизия была активирована 7 марта 1951 года в Форт-Худе, штат Техас, и следующие несколько лет провела обучение и тестирование новых таблиц организации и оборудования. В 1957 году 1-я бронетанковая дивизия была сокращена до Боевого командования А, которое вошло в состав Стратегического армейского корпуса. CCA носила название 1-й бронетанковой дивизии до 1962 года, когда дивизия вернулась в полную силу. Именно тогда название «Боевое командование» было отброшено. Боевой командный пункт А был реорганизован и переименован 3 февраля 1962 года в штаб и штабную роту 1-й бригады 1-й бронетанковой дивизии. Первоначально он получил прозвище Предтечи.
16 августа 1991 года 1-я бригада 3-й бронетанковой дивизии, вернувшись из операции «Буря в пустыне», была переименована в 1-ю бригаду 1-й бронетанковой дивизии. Это изменение флага было частью первоначального сокращения сил США в Европе, в результате которого была выведена из строя 3-я бронетанковая дивизия. 1-я бригада 1-й бронетанковой дивизии с измененным флагом приняла прозвище 1-й бригады 3-й бронетанковой дивизии «Готовься первой».
Впоследствии 1-я бригада продолжала готовиться к выполнению своих боевых задач, уделяя особое внимание миротворческим операциям. 1-я бригада предоставила силы для первых в истории учений «Партнерство ради мира» в Польше. Батальонная оперативная группа была направлена на 6 месяцев операций по поддержанию мира в бывшую югославскую Республику Македонию. В 1996 году 1-я бригада была призвана снова, когда её отправили для проведения миротворческих операций в Боснии и Герцеговине, а по возвращении развернули дополнительную оперативную группу для миротворческих операций в бывшей югославской Республике Македонии. В мае 2000 года боевая группа бригады «Первая готовность» была призвана переброситься на территорию, которая в то время была сербской провинцией Косово, для проведения миротворческих операций, и вернулась домой в декабре 2000 года после успешного завершения этой миссии.
1-я бригада начала передислокацию в Германию после 6 месяцев пребывания в Косово в начале декабря 2001 года. Благодаря напряженной работе 1-й и 2-й бригад переход был эффективным и плавным.
В 2007 году в рамках продолжающегося сокращения сил США в Европе 1-я бронетанковая дивизия начала как преобразование в модульную структуру сил армии США, так и передислокацию некоторых своих бригад в Соединённые Штаты. Подразделения, передислоцированные в то время из Ирака, будут передислоцированы в Соединенные Штаты. Штаб 1-й бригады 1-й бронетанковой дивизии был реорганизован и 16 сентября 2008 г. переименован в штаб боевой группы 1-й бригады 1-й бронетанковой дивизии. Штабная рота, 1-я бригада, 1-я бронетанковая дивизия, впоследствии отдельная линия. Реорганизованная боевая группа 1-й бригады была официально задействована во время церемонии 27 октября 2008 г. в Форт-Блисс, штат Техас.
Во время церемонии 11 января 2011 года боевая группа 1-й бригады 1-й бронетанковой дивизии ознаменовала начало своего преобразования из боевой группы тяжелой бригады в боевую группу бригады «Страйкер». Во время церемонии у одного из батальонов бригады был изменен флаг, и бригада также задействовала новый батальон и четыре отдельные роты в рамках преобразования.

## Состав бригады
Текущая организация бригады по состоянию на ноябрь 2019 года выглядит следующим образом:
- Штаб и штабная рота (Headquarters and Headquarters Company)
- 6-й эскадрон 1-го кавалерийского полка «Драгуны» (6th Squadron, 1st Cavalry Regiment «Dragoons»)
- 1-й батальон 36-го пехотного полка «Спартанцы» (1st Battalion, 36th Infantry Regiment «Spartans»)
- 2-й батальон 37-го бронетанкового полка «Железные герцоги» (2th Battalion, 37th Armor Regiment «Iron Dukes»)
- 4-й батальон 70-го бронетанкового полка «Громовержцы» (4th Battalion, 70th Armor Regiment «Thunderbolts»)
- 2-й дивизион 3-го артиллерийского полка «Артиллеристы» (2nd Battery, 3rd Field Artillery Regiment «Gunners»)
- 16-й инженерный батальон «Катамаунты» (16th Engineer Battalion «Catamounts»)
- 501-й батальон поддержки бригады «Провайдеры» (501st Brigade Support Battalion «Providers»)